# Belleville-sur-Vie
 Belleville-sur-Vie  ist eine ehemalige französische Gemeinde mit zuletzt 3.857 Einwohnern (Stand 2013) im Département Vendée in der Region Pays de la Loire. Sie gehörte zum Arrondissement La Roche-sur-Yon und zum Kanton Le Poiré-sur-Vie. 
Mit Wirkung vom 1. Januar 2016 wurde Saligny mit Belleville-sur-Vie zu einer Commune nouvelle unter dem Namen Bellevigny fusioniert.

## Geographie
Der Ort liegt im Tal des Flusses Vie.

## Bevölkerungsentwicklung
| Jahr      | 1962 | 1968 | 1975 | 1982 | 1990 | 1999 | 2008 |
| Einwohner | 1157 | 1229 | 1565 | 2186 | 2532 | 2971 | 3673 |

## Sehenswürdigkeiten
- Kirche Sainte-Anne